# The Serpent Servant
The Serpent Servant – drugi album amerykańskiego zespołu deathcore’owego Impending Doom, wydany 31 marca 2009 przez wytwórnię Facedown Records. Produkcją zajął się Daniel Castleman wraz z jego asystentem Timem Lambesisem – znanego jako frontmana i wokalistę metalcore’owego zespołu As I Lay Dying.
Album trafił na 144. pozycję na liście amerykańskiego Billboard 200 oraz na 3. w Top Heatseekers. Sprzedał się w 4300 kopiach w pierwszym tygodniu. Był to ostatni album, w którym wystąpił główny gitarzysta Manny Contreras, do czasu jego powrotu w 2012 roku. Na płycie po raz pierwszy wystąpił gitarzysta rytmiczny Cory Johnson z perkusistą Chadem Blackwellem – który po tym albumie odszedł z zespołu i został zastąpiony przez Brandona Trahana.

## Lista utworów
1. „When Waters Run Deep” – 1:01
2. „The Serpent Servant” – 3:26
3. „Anything Goes” – 4:42
4. „Storming the Gates of Hell” – 3:43
5. „Welcome to Forever” – 3:46
6. „More Than Conquerors” – 4:27
7. „Revival: America” – 2:35
8. „In the House of Mourning” – 2:38
9. „When I Speak” – 3:52
10. „City of Refuge” – 2:42
11. „Beginnings” – 2:55

## Twórcy
Wykonawcy
- Brook Reeves – wokal
- Manny Contreras – gitara prowadząca
- Cory Johnson – gitara rytmiczna
- David Sittig – gitara basowa
- Chad Blackwell – perkusja

Produkcja
- Tim Lambesis – asystent producenta
- Daniel Castleman – producent, inżynieria dźwięku
- Kelly „Carnage” Cairns – asystent producenta, inżynieria dźwięku
- Chris „Zeuss” Harris – miksowanie, mastering
- Colin Marks – okładka

## Pozycje
| Lista (2009)                | Najwyższa lokata |
| --------------------------- | ---------------- |
| U.S. Billboard 200          | 144              |
| U.S. Heatseekers Albums     | 3                |
| U.S. Top Christian Albums   | 12               |
| U.S. Top Hard Rock Albums   | 25               |
| U.S. Top Independent Albums | 19               |